# 魚池琴蛙
魚池琴蛙，為赤蛙科琴蛙屬下的物種，目前僅知分布於台灣南投縣。

## 分類
過去該種被認為是日本八重山群島的豎琴蛙（Nidirana okinavana），最早由陳世煌（Shyh-Huang Chen）於1984年，在一次南投縣蓮華池的採集旅程中發現。
雖然當時已察覺臺灣與琉球族群可能存在差異，並指定為模式標本，存放於國立臺灣師範大學生物系，但陳氏未正式發表為新種。
但2025年研究發現其鳴叫、基因、形態皆和豎琴蛙有顯著差異，故研究者將其獨立為一種。

## 描述
魚池琴蛙與其最相近的同屬種豎琴蛙的分辨，主要依據為成體體型顯著較小，且大小無重疊。豎琴蛙的體長始終超過 40 公釐，而魚池琴蛙則從未超過 38.3 公釐。
此外，豎琴蛙的大腿通常有兩條橫帶，小腿有一條橫帶；相對地，魚池琴蛙的大腿通常有三條橫帶，小腿則有兩條。

## 分布與自然棲地
目前僅發現於兩個地點：主要分布於南投縣魚池鄉的蓮華池和日月潭周邊濕地(向山)。兩處棲地皆位於山谷凹地，有利於匯集周圍水源，加上地下水滲入，即使在乾季也能保持濕潤與水飽和狀態，有助於吸引青蛙聚集。

## 繁殖
魚池琴蛙是臺灣赤蛙科中唯一具有「泥巢築巢繁殖」行為的物種。繁殖季節自每年四月起至九月底止。繁殖期間，雄蛙會在距水源約 20 公分的泥坡上挖掘泥巢，並在其中發出叫聲吸引雌蛙。新築的泥巢形狀類似陶胎，開口直徑約 0.5–2 公分，內部寬度約 4 公分，常被落葉或細枝覆蓋。不同於多數青蛙直接將卵產於水中，築巢行為可降低後代被掠食風險，但亦需耗費大量能量。每隻雄蛙平均需耗時 2–3 小時才能完成一個巢。卵被產於雄蛙所挖的泥巢中，每窩約有 40 顆卵（範圍為 31–51 顆，平均 ± 標準差 = 39 ± 7，n = 6）。
此物種卵外包覆透明膠狀物，並在泥巢中發育孵化。孵化後的蝌蚪會在泥巢內停留一段時間，直到豪雨沖刷或水位上升，蝌蚪方能進入附近溪流或池塘。蝌蚪呈褐色，底棲型，在 26–29°C 的水溫下，幼生期約為 45–50 天。

## 保育
根據 Lin CF 和 Fu JS 於 2022 的估計，蓮華池地區於繁殖季的成體族群數量約為 60–90 隻。而向山族群較大，聲音調查顯示數量約為蓮華池的六倍。自2014年以來的每月聲學監測發現，向山族群相對穩定，但蓮華池族群呈現年際下降趨勢。
在臺灣族群尚未被提升為有效新種之前，該蛙在《2017 臺灣兩棲類紅皮書》中已被列為國家級「極危」（CR）物種。在日本，N. okinavana 被列為日本環境省「瀕危物種名錄」第二類（VU，易危）。國際自然保育聯盟（IUCN）則將 N. okinavana 列為全球「瀕危」（EN）物種。

## 外部連結
- 维基共享资源上的相關多媒體資源：魚池琴蛙
- 維基物種上的相關：魚池琴蛙